# Behren-lès-Forbach
Behren-lès-Forbach (deutsch Behren) ist eine französische Gemeinde mit 6299 Einwohnern (Stand 1. Januar 2022) im Département Moselle in der Region Grand Est (vor 2016: Lothringen). Sie gehört zum Arrondissement Forbach-Boulay-Moselle und zum Gemeindeverband Forbach Porte de France.

## Geografie
Die Gemeinde Behren-lès-Forbach liegt unweit der Grenze zu Deutschland, drei Kilometer südöstlich der Stadt Forbach und etwa zehn Kilometer südlich von Saarbrücken.
Nachbargemeinden von Behren-lès-Forbach sind Etzling im Nordosten, Kerbach im Osten, Bousbach im Süden, Folkling im Südwesten, Œting im Westen sowie Forbach im Nordwesten.

## Geschichte
Der 884 und 1152 Berna genannte Ort wurde in einer Urkunde des Deutschen Ordens der Komturei Saarbrücken vom 8. Juli 1301 Burne oder Berne genannt.
Die zur Zeit der Französischen Revolution gegründete Gemeinde Behren war ab 1812 zusammen mit Etzling ein Teil der Gemeinde Kerbach, ehe sie 1925 unter dem Namen Behren-lès-Forbach wieder selbständig wurde.

### Bevölkerungsentwicklung
Ab Ende der 1950er Jahre entstanden für die Arbeiter der seinerzeit blühenden Kohle- und Stahlindustrie zahlreiche Plattenbausiedlungen, so auch die Banlieue genannte vorstadtartige Siedlung in Behren nordwestlich des alten Dorfkerns. Die Bevölkerung stieg in wenigen Jahren auf das Zwanzigfache. Zahlreiche Arbeiter wurden aus Nordafrika, insbesondere aus Algerien angeworben, deren Nachfahren bis heute teilweise wenig in die Gesellschaft integriert sind. Die sozialen Spannungen und Probleme traten unter anderem bei den Ausschreitungen im Jahr 2005 offen zutage. Seit dem Niedergang der Montanindustrie sind die Bevölkerungszahlen rückläufig.
| Jahr                       | 1962   | 1968   | 1975   | 1982   | 1990   | 1999   | 2006 | 2012 | 2021 |
| Einwohner                  | 10.486 | 12.512 | 12.015 | 11.152 | 10.291 | 10.073 | 9146 | 7500 | 6433 |
| Quellen: Cassini und INSEE |        |        |        |        |        |        |      |      |      |

Im Jahr 1968 wurde mit 12.512 Bewohnern die bisher höchste Einwohnerzahl ermittelt. Die Zahlen basieren auf den Daten von cassini.ehess und INSEE.

## Sehenswürdigkeiten
Die planmäßig errichtete Siedlung hat nur wenige Sehenswürdigkeiten aufzuweisen. Eine ehemalige Grubenlok als Symbol des Steinkohlen-Bergbaus steht heute auf einer Kreisverkehrsinsel. Im alten Dorfkern steht die St. Blasiuskirche (Église Saint-Blaise).

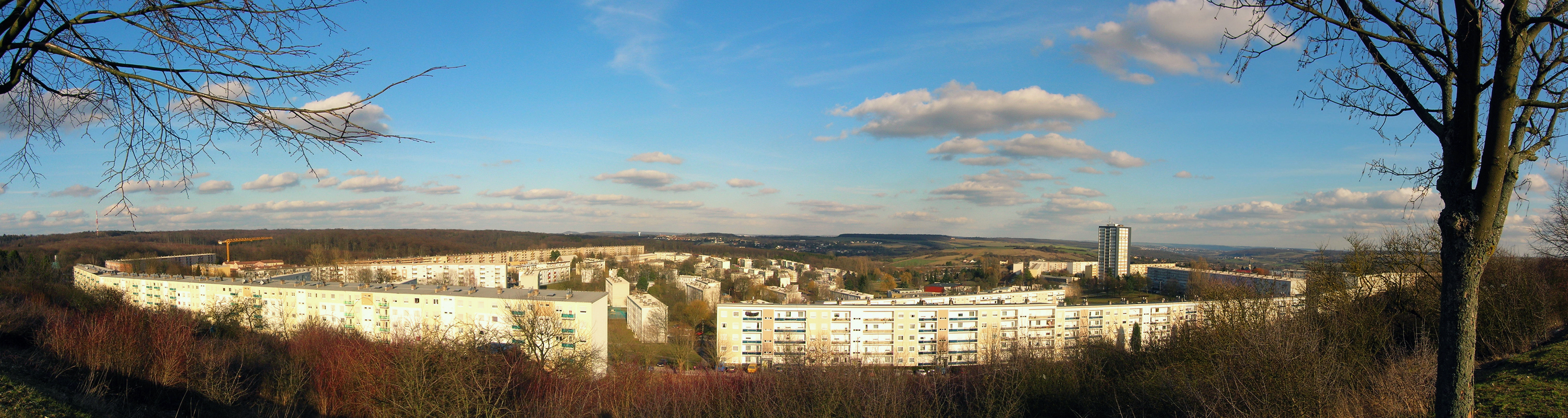
Blick auf die Plattenbausiedlung

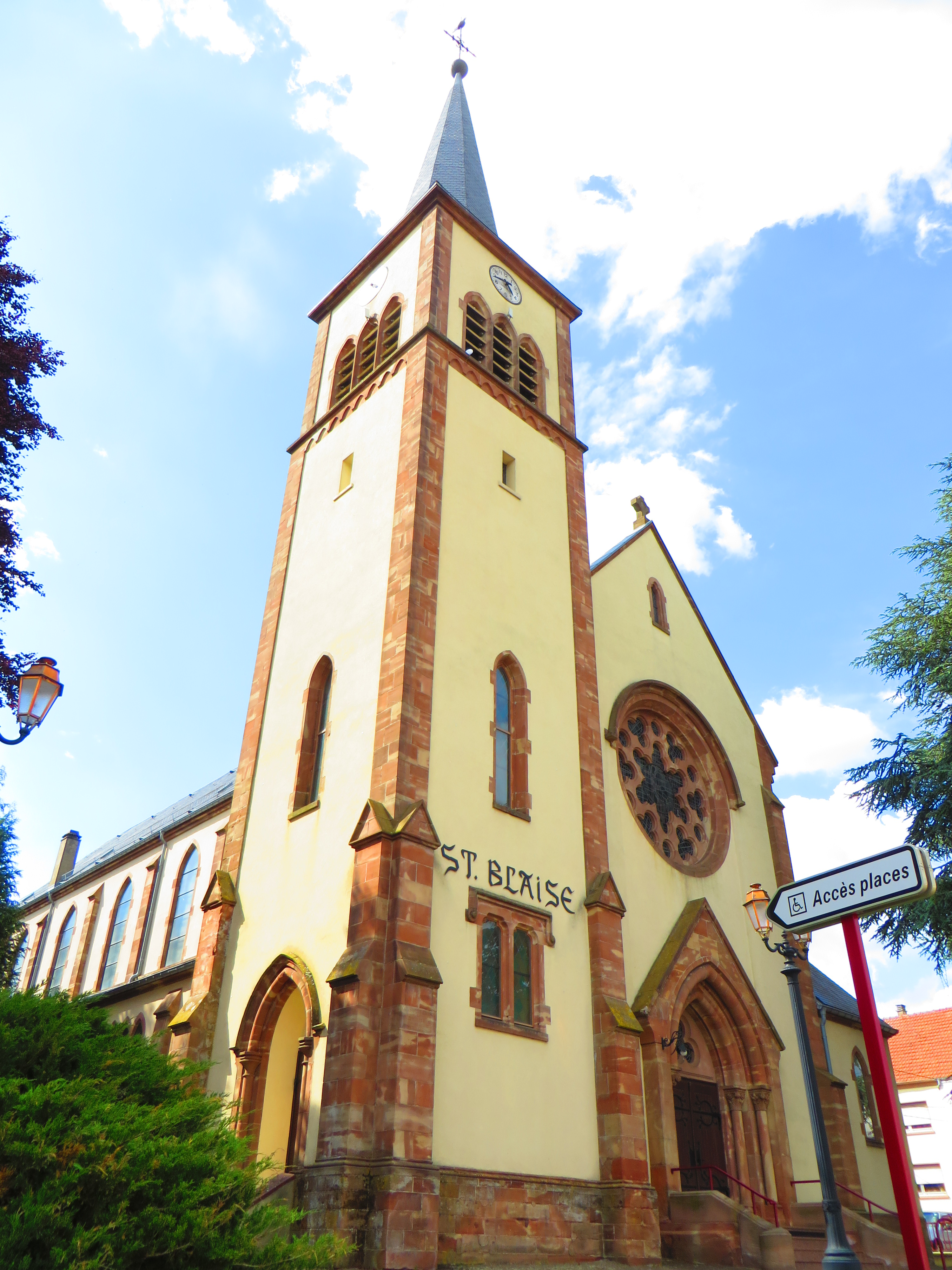
Kirche Saint-Blaise
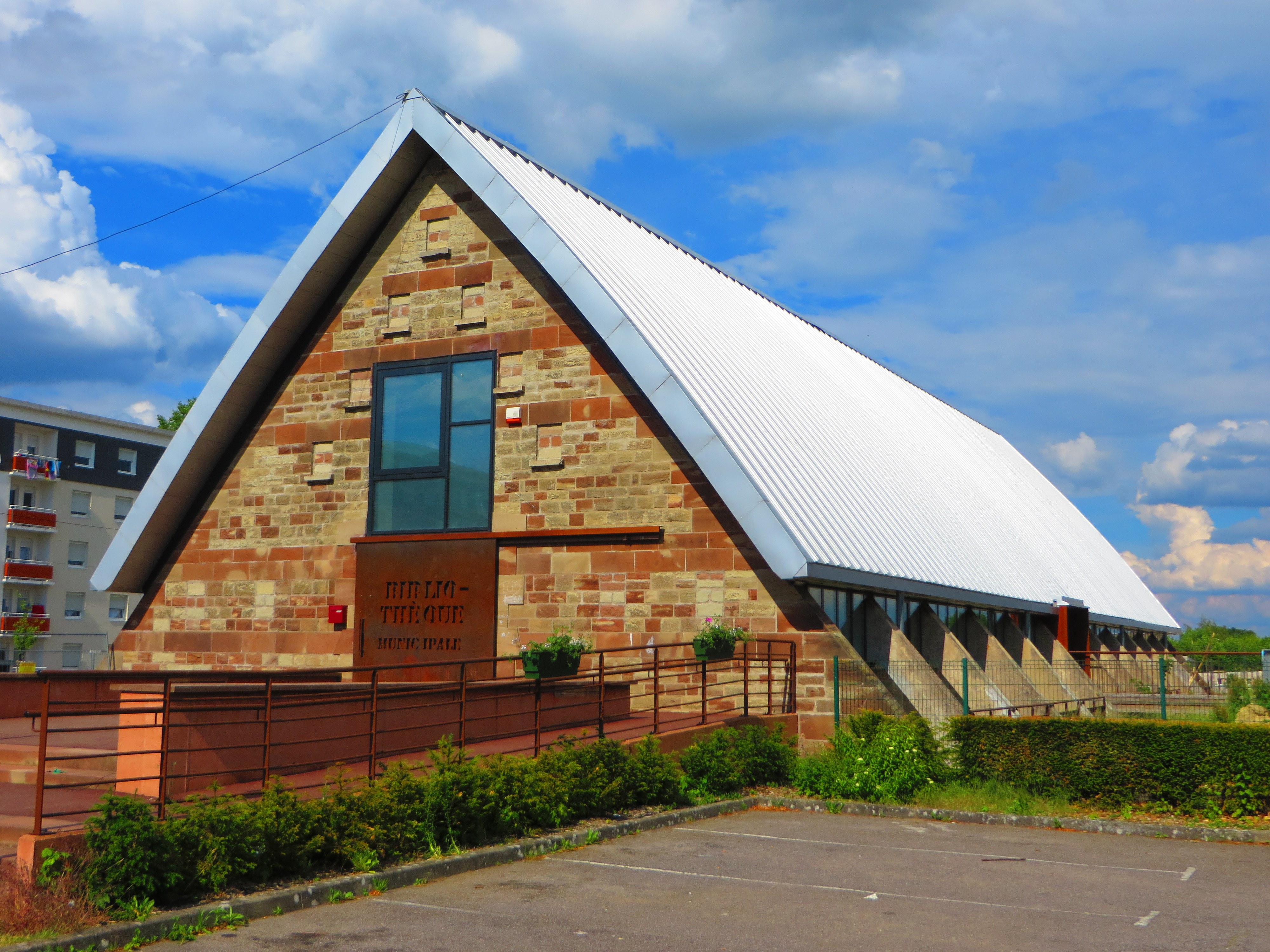
Kirche Notre-Dame
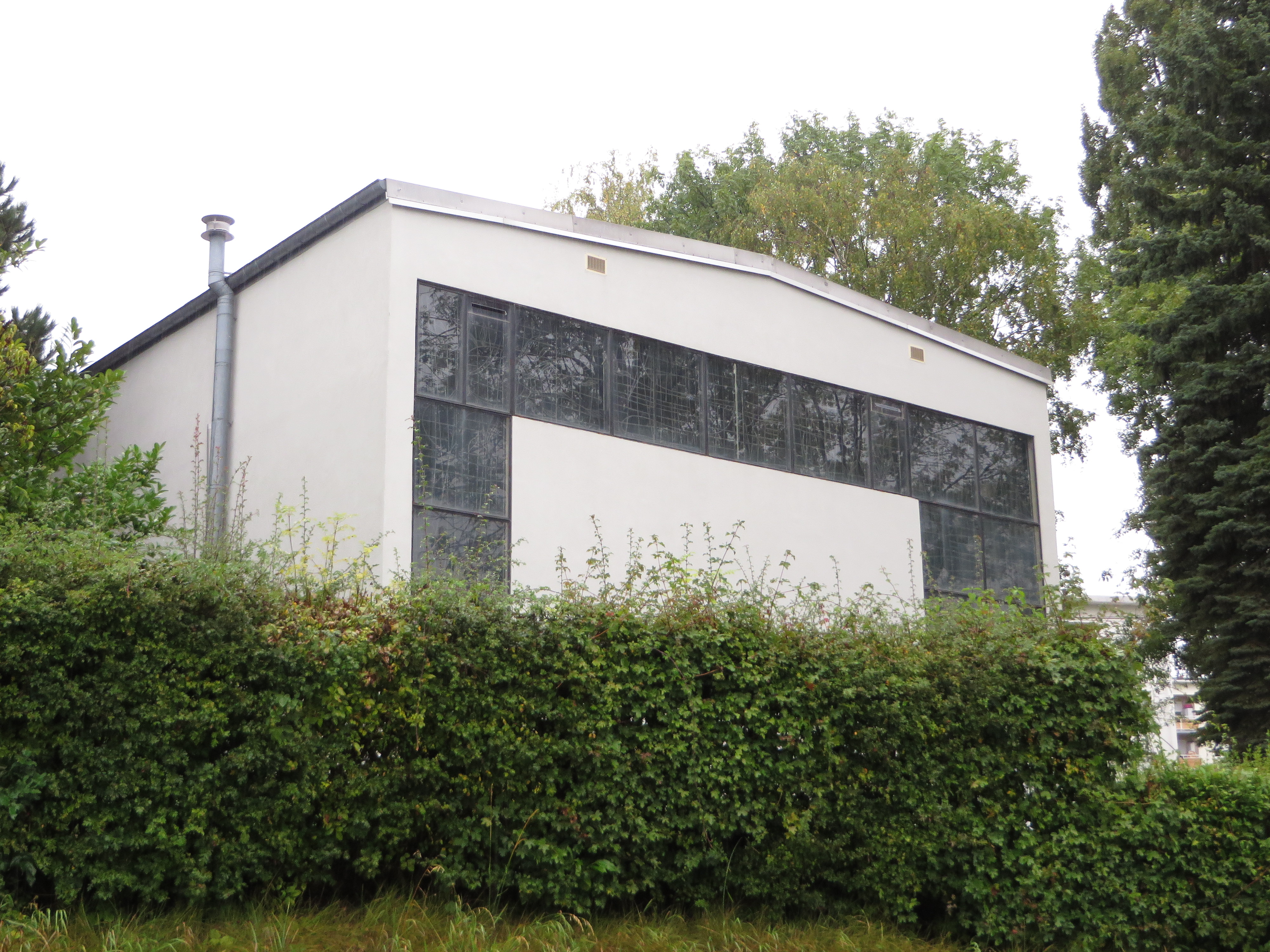
Protestantische Kirche
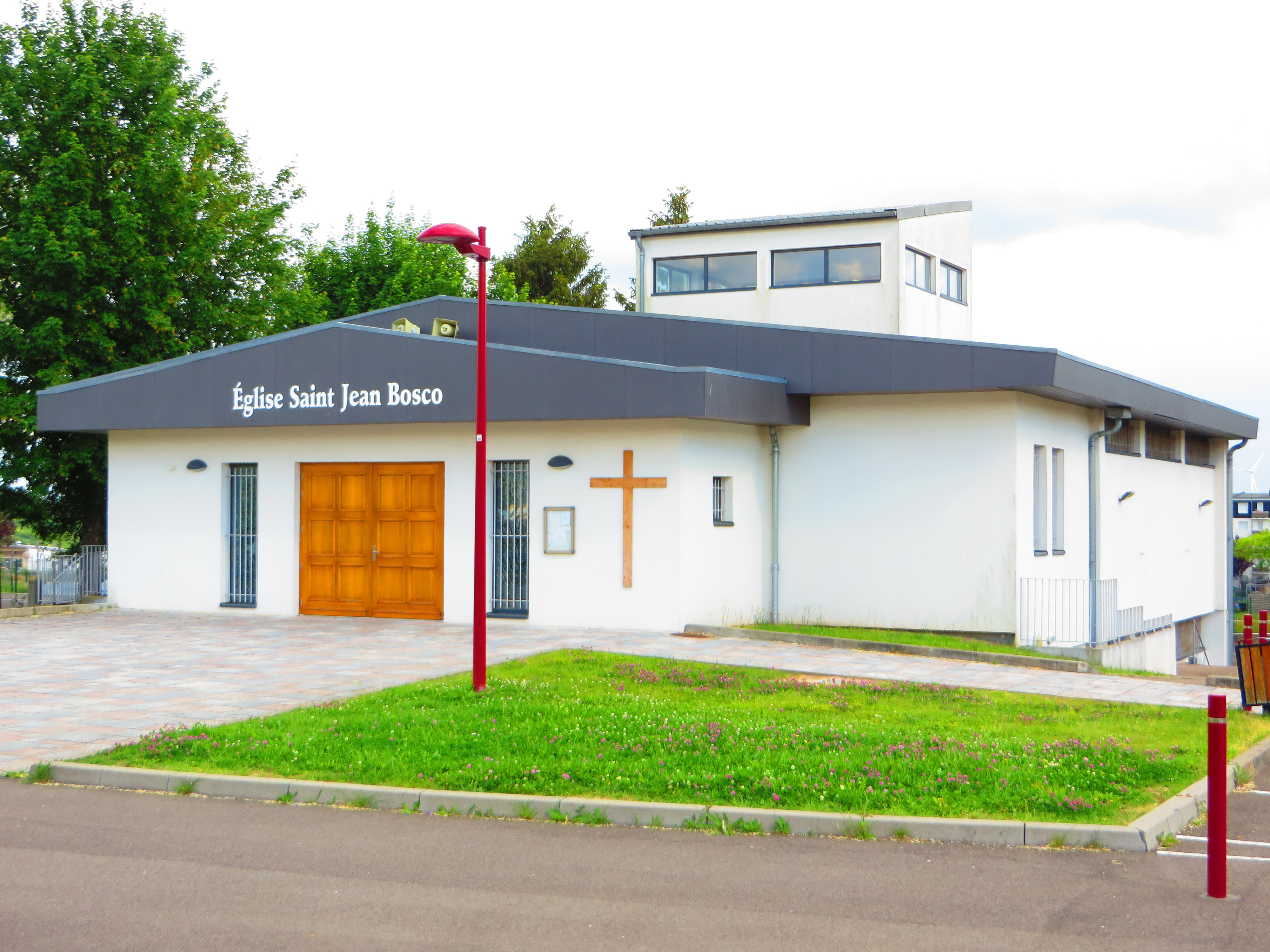
Kirche Saint-Jean-Bosco

## Wirtschaft und Infrastruktur
Unmittelbar südwestlich von Behren liegt mit dem 1500 Hektar umfassenden Technopôle Forbach-Sud eines der größten Gewerbegebiete im Nordosten Frankreichs. In der Stadt sind 57 Einzelhandelsbetriebe ansässig.
Die Fernstraße D 31 von Forbach nach Grosbliederstroff führt als Umgehungsstraße nördlich um Behren-lès-Forbach herum. Parallel zur D 31 verläuft südlich von Behren die autobahnartig ausgebaute D 31BIS von Forbach nach Sarreguemines. Der vier Kilometer von Behren entfernte Bahnhof Forbach liegt an der Forbacher Bahn.

## Städtepartnerschaft
Behren-lès-Forbach ist verschwistert mit Carbonia auf Sardinien (Italien), mit Konstantynów Łódzki in Polen und mit Boussu in Belgien.

## Belege
1. ↑  Roland W. L. Puhl: Die Gaue und Grafschaften des frühen Mittelalters im Saar-Mosel-Raum, Diss., Saarbrücken 1999, S. 258. ISBN 3-930843-48-X
2. ↑  Bischmisheim Historie
3. ↑  Saarbrücker Regesten Online 1301-07-08 (Memento des Originals vom 5. September 2014 im Internet Archive)  Info: Der Archivlink wurde automatisch eingesetzt und noch nicht geprüft. Bitte prüfe Original- und Archivlink gemäß Anleitung und entferne dann diesen Hinweis.
4. ↑   www.agglo-forbach/Behren (Memento vom 26. Oktober 2010 im Internet Archive)
5. ↑  Ortsname auf cassini.ehess.fr
6. ↑  [cassini.ehess.fr/fr/html/fiche.php?select_resultat=3432 Behren-lès-Forbach auf cassini.ehess]
7. ↑  Behren-lès-Forbach auf INSEE
8. ↑  Einzelhandelsbetriebe auf annuaire-mairie.fr (französisch)